# Buchböck Gusztáv
Buchböck Gusztáv (Pozsony, 1869. február 15. – Budapest, 1935. október 1.) magyar kémikus, egyetemi tanár, a Magyar Tudományos Akadémia levelező tagja. A magyarországi fizikai kémia iskolateremtő alakja, közel három évtizeden át (1908–1935) a budapesti tudományegyetem III. számú kémiai intézetének, a fizikokémia legfontosabb hazai kutatóműhelyének igazgatója volt.

## Életútja
Szülei Buchböck Károly és Kogler Franciska. 1896-ban szerezte meg bölcsészdoktori oklevelét a Budapesti Tudományegyetemen. Már hallgatóként Than Károly egyetemi kémiai intézetében gyakornokoskodott, diplomája megszerzését követően pedig ugyanott tanársegédnek nevezték ki. 1902 és 1909 között adjunktusként folytatta az oktatómunkát, ezzel egyidejűleg, 1904-től az általános kémia magántanáraként is tartott előadásokat, illetve két és fél éven keresztül a belvárosi reáliskolában is vállalt tanítói állást. 1905 és 1907 között állami ösztöndíjjal Walther Hermann Nernst berlini és Wilhelm Ostwald lipcsei fizikokémiai intézeteiben végzett kutatásokat. Than Károly halálával az egyetemi kémiai tanszéket kettéválasztották, s az újonnan alakult III. számú kémiai tanszék, valamint intézet vezetésével 1908-ban Buchböcköt bízták meg helyettes tanárként. 1909-től nyilvános rendkívüli, 1914-től haláláig nyilvános rendes egyetemi tanári címmel vezette az intézetben és a tanszéken folyó kutató-, illetve oktatómunkát.

## Munkássága
Tudományos munkássága a fizikai kémia területén volt úttörő jelentőségű, több új mérési módszer kidolgozása fűződik a nevéhez. Doktori disszertációját (1896) a karbonil-szulfid hidrolitikus bomlásának sebességéről írta. Későbbi kutatási eredményeivel hosszú időre megalapozta a hidratáció vizsgálatának, a hidratációs szám közelítő meghatározásának elektrolitikus módszerét, amelynek segítségével az elektrolízis során beálló koncentrációváltozás mértékéből lehet következtetni az anion és kation hidratációjának különbségére, illetve a hidratált vízmolekulák mennyisége is kiszámítható. Reakciókinetikai kutatásainak fontos eredménye a reakciósebesség és a viszkozitás közötti összefüggés megállapítása.
Nevéhez fűződik az első, és évtizedekig egyetlen magyar nyelvű fizikokémiai gyakorlati kézikönyv megírása (1922). 1926-tól 1935-ig a Magyar Chemiai Folyóirat társszerkesztője volt.

### Társasági tagságai és elismerései
1907-ben a Magyar Tudományos Akadémia levelező tagjává választották. 1907 után egyik alelnöke volt a Magyar Kémikusok Egyesületének, 1914-től 1918-ig a Királyi Magyar Természettudományi Társulat kémiai-ásványtani szakosztályának munkáját elnökölte.
Bronz büsztjét az ELTE Természettudományi karának Gömb aulájában (Budapest XI. kerület Pázmány Péter sétány 1/a.) állították fel (Tóth Béla alkotása, 1999). Ugyanitt az aulában Kopits János szobrász által alkotott domborműves emléktábláját is elhelyezték.
A főváros által adományozott díszsírhelye a Fiumei úti sírkertben található (34-1-91), 2004 óta a Nemzeti Sírkert részeként védett.

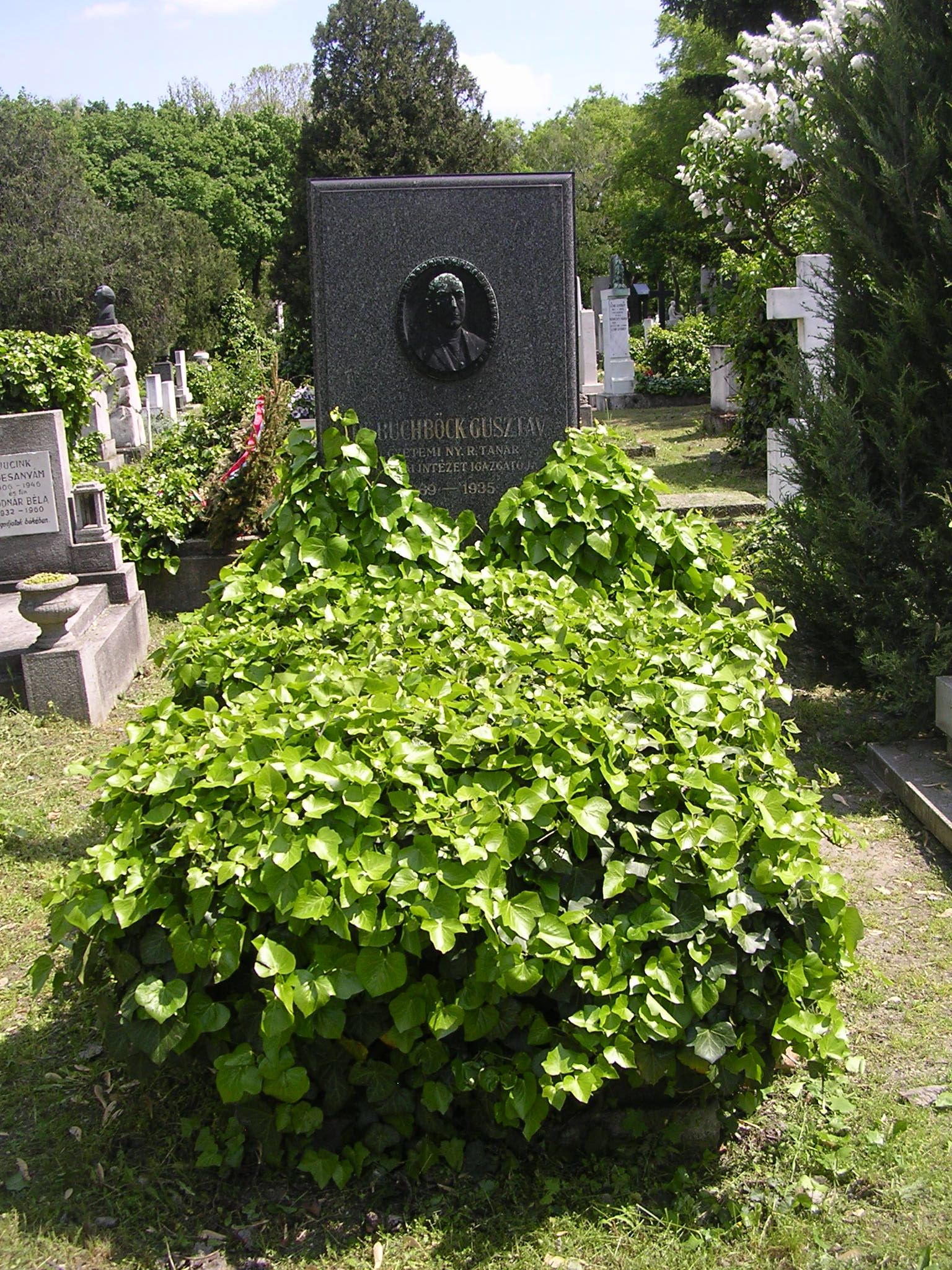
Sírja a Fiumei úti sírkertben, 2005

### Főbb művei
- Az ion-elmélet. Budapest: Királyi Magyar Természettudományi Társaság. 1903.
- Kísérleti chemiai jegyzetek. B. G. előadásai után jegyezte Elek Béla. Budapest: Mai. 1910.
- Physikai-chemiai mérőmódszerek. Budapest: Királyi Magyar Természettudományi Társaság. 1922.